# Tour della nazionale maschile di rugby a 15 delle Samoa Occidentali 1991
Non invitata alla Coppa del Mondo di rugby 1987, la Samoa sarà la grande rivelazione dell'edizione successiva, quando eliminerà il Galles e conquisterà i quarti di finale.
Nel 1991 sono due i Tour per i Samoani: in Nuova Zelanda ed in Australia

## In Nuova Zelanda
| Hamilton 17 aprile 1991 | Waikato | 7 – 16 | Samoa XV |  |

| New Plymouth 20 aprile 1991 | Taranaki | 15 – 28 | Samoa XV |  |

| Tauranga 25 aprile 1991 | Bay of Plenty | 22 – 21 | Samoa XV |  |

| Auckland 28 aprile 1991 | Auckland | 42 – 3 | Samoa XV |  |

| Te Kuiti 1º maggio 1991 | King Country | 12 – 21 | Samoa XV |  |

## In Australia
È il Tour finale di rifinitura in vista dei campionati mondiali, dove Samoa sarà la rivelazione, eliminando il Galles ed entrando tra le prime otto squadre al mondo
| Sydney agosto 1991 | Australian Barbarians | 24 – 36 | Samoa XV |  |

| Canberra agosto 1991 | A.C.T. | 21 – 12 | Samoa XV |  |